# Список прем'єр-міністрів Румунії

Штандарт Прем'єр-міністра Румунії

| Номер                            | Ім'я                   | Термін                             |
| -------------------------------- | ---------------------- | ---------------------------------- |
| Соціалістична Республіка Румунія |                        |                                    |
| 46                               | Петру Гроза            | 6 березня 1945 — 2 червня 1952     |
| 47                               | Георге Георгіу-Деж     | 2 червня 1952 — 2 жовтня 1955      |
| 48                               | Ківу Стойка            | 4 жовтня 1955 — 20 березня 1961    |
| 49                               | Іон Георге Маурер      | 21 березня 1961 — 29 березня 1974  |
| 50                               | Маніа Менеску          | 29 березня 1974 — 29 березня 1979  |
| 51                               | Іліє Вердец            | 29 березня 1979 — 21 травня 1982   |
| 52                               | Костянтин Дескелеску   | 21 травня 1982 — 22 грудня 1989    |
| Республіка Румунія               |                        |                                    |
| 53                               | Петре Роман            | 26 грудня 1989 — 1 жовтня 1991     |
| 54                               | Теодор Столожан        | 1 жовтня 1991 — 4 листопада 1992   |
| 55                               | Ніколає Векерою        | 4 листопада 1992 — 11 грудня 1996  |
| 56                               | Віктор Чорбя           | 12 грудня 1996 — 30 березня 1998   |
| —                                | Гавриїл Дежу (в.о.)    | 30 березня 1998 — 15 квітня 1998   |
| 57                               | Раду Васіле            | 15 квітня 1998 — 12 грудня 1999    |
| —                                | Александру Атанасіу    | 14 грудня 1999 — 21 грудня 1999    |
| 58                               | Мугур Ісереску         | 22 грудня 1999 — 28 грудня 2000    |
| 59                               | Адріан Нестасе         | 28 грудня 2000 — 21 грудня 2004    |
| —                                | Еуген Бежінару (в.о.)  | 21 грудня 2004 — 28 грудня 2004    |
| 60                               | Келін Попеску-Терічану | 28 грудня 2004 — 22 грудня 2008    |
| 61                               | Еміль Бок              | 22 грудня 2008 — 6 лютого 2012     |
| —                                | Кетелін Предою (в.о.)  | 6 лютого 2012 — 9 лютого 2012      |
| 62                               | Міхай Резван Унгуряну  | 9 лютого 2012 — 7 травня 2012      |
| 63                               | Віктор Понта           | 7 травня 2012 — 4 листопада 2015   |
| 64                               | Дачіан Чолош           | 2015–2017                          |
| 65                               | Сорін Гріндяну         | 4 січня 2017 — 29 червня 2017      |
| 66                               | Міхай Тудосе           | 29 червня 2017 — 16 січня 2018     |
| —                                | Міхай Фіфор (в. о.)    | 16 січня — 29 січня 2018           |
| 67                               | Віоріка Денчіле        | 29 січня 2018 — 4 листопада 2019   |
| 68                               | Людовік Орбан          | 4 листопада 2019 — 7 грудня 2020   |
| —                                | Ніколає Чуке (в. о.)   | 7 грудня 2020 — 23 грудня 2020     |
| 69                               | Флорін Кицу            | 23 грудня 2020 — 25 листопада 2021 |
| 70                               | Ніколає Чуке           | 25 листопада 2021 — 12 червня 2023 |
| —                                | Кетелін Предою (в. о.) | 12 червня 2023 — 15 червня 2023    |
| 71                               | Марчел Чолаку          | 15 червня 2023 — 6 травня 2025     |
| —                                | Кетелін Предою (в. о.) | 6 травня 2025 — 23 червня 2025     |
| 72                               | Іліє Боложан           | з 23 червня 2025                   |